# Ouragan Lee (2023)
Pour les articles homonymes, voir Cyclone tropical Lee.
L’ouragan Lee est la treizième tempête tropicale nommée, le quatrième ouragan et le troisième ouragan majeur de la saison cyclonique 2023 dans l'océan Atlantique nord. Ce  puissant ouragan capverdien s'est formé à partir d'une onde tropicale sortie de la côte africaine et passée au sud du Cap-Vert. Il s'est rapidement renforcé après sa formation et est devenu le premier ouragan de catégorie 5 de la saison le 7 septembre. Après avoir été affaibli jusqu'à la catégorie 2 par un fort cisaillement du vent et également subi un cycle de remplacement du mur de l'œil, il est passé au nord des Antilles et est remonté à la catégorie 3 supérieure quand le cisaillement a faibli.
Par la suite, l'intensité de Lee a fluctué et sa trajectoire a tourné vers le nord. Lee est ensuite entré dans un environnement moins favorable et est passé à l'ouest des Bermudes le 15 septembre à la catégorie 1 et qui a tété suivi d'une transition vers un puissant cyclone extratropical avant d'arriver près de la Nouvelle-Écosse le 16. Après avoir traversé la baie de Fundy la nuit suivante et le golfe du Saint-Laurent le 17 septembre, l'ex-Lee très amoindri a parcouru le nord de l'Atlantique les jours suivants avant de fusionner avec un autre système au-dessus des îles Britanniques où ils ont donné de forts vents et beaucoup de pluie.
La houle cyclonique générée par Lee a provoqué un courant d'arrachement dangereux sur toute la côte est des États-Unis et le nord des Antilles. Des vents violents accompagnés de rafales de force ouragan et une forte onde de tempête ont provoqué d'importantes pannes de courant dans l'État américain du Maine et dans les provinces canadiennes du Nouveau-Brunswick et de la Nouvelle-Écosse ainsi que des dommages modérés aux arbres et à la côte. De 50 à 119 mm de pluie sont aussi tombés du Maine à la Gaspésie, au Québec. Un décès est directement liés à la tempête et deux autres indirectement.

## Évolution météorologique

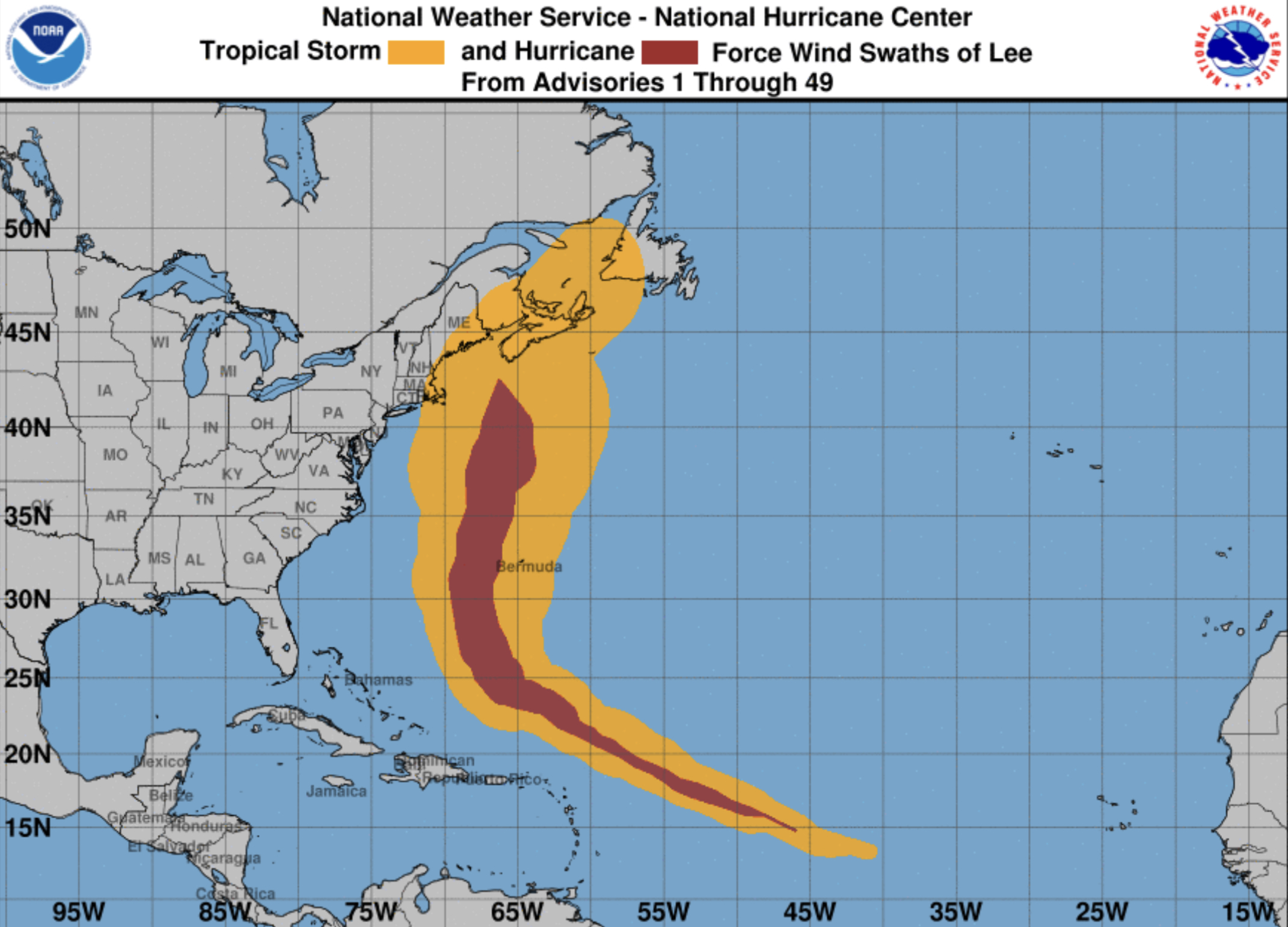
Corridor de vents de tempête (orange) et d'ouragan (rouge) avec Lee.

Une onde tropicale est sortie de la côte africaine le 1er septembre 2023 et est passé au sud des îles du Cap-Vert. Elle a traversé d'est en ouest l'Atlantique tropical au cours des jours suivants, développant son organisation. À 15 h UTC le 5 septembre, le NHC a émis son premier bulletin pour la dépression tropicale Treize qui était à 2 300 km à l'est des Petites Antilles. À 21 h UTC, le système est rehaussé à tempête tropicale et nommé Lee.
Vingt-quatre heures plus tard, Lee est devenu un ouragan de catégorie 1 se déplaçant vers l'ouest-nord-ouest à 22 km/h et en développement. À 15 h UTC le 7, le système est rehaussé à la catégorie 2. Après une intensification rapide, Lee est devenu un ouragan majeur quelques heures plus tard et il est passé à la catégorie 5 de l'échelle de Saffir-Simpson à 3 h UTC le 8 septembre avec des vents soutenus de 260 km/h à 1 135 km à l'est des Petites Antilles. Les données d'un avion chasseur de cyclones et les photos satellitaires montraient que l'intensitification de 70 nœuds (130 km/h) en 24 heures était toujours en cours et que l'œil avait un diamètre de 15 milles marins (28 km). Il a atteint sa plus forte intensité à 9 h UTC, avec des vents de 270 km/h et une pression centrale de 926 hPa.
Lee a ensuite faibli avec l'augmentation du cisaillement des vents en altitude pour retomber à la catégorie 3 au cours de la nuit du 8 au 9 septembre,. Il est même redescendu à la catégorie 2 la nuit suivante mais son diamètre a augmenté. Durant la journée du 10, Lee est cependant remonté à la catégorie 3 alors qu'il passait à plus de 400 km au nord des Petites Antilles avec une diminution du cisaillement selon les données satellitaires et in situ.
Il a ensuite maintenu son intensité tout en s'élargissant et le 12 septembre en soirée son œil avait 40 milles marins (74 km) de diamètre, entouré de sommets orageux très froid. Au matin du 13 septembre, Lee était devenu un très large ouragan alors que ses vents de force d'ouragan s'étendaient jusqu'à 185 km de son centre et ceux de force de tempête jusqu'à 390 km. Le système était rendu à 740 km au sud-sud-ouest des Bermudes et se déplaçait lentement. À 18 h UTC, il est redescendu à la catégorie 2 et a commencé à se déplacer plus rapidement.
Le 14 à 15 h UTC, le NHC a déclassé Lee à la catégorie 1. L'œil n'était plus visible alors que le cisaillement des vents et l'entraînement d'air sec au niveau moyen de la troposphère augmentaient. À 3 h UTC le 15, l'ouragan est passé à 270 km à l'ouest des Bermudes. À 21 h UTC, l'ouragan était de plus en plus asymétrique mais il restait très puissant tout en élargissant son diamètre et en se dirigeant vers le sud-ouest de la Nouvelle-Écosse à 31 km/h. Il montrait des signes de transition extratropicale, avec la convection déplacée au nord et un centre allongé.
À 9 h UTC le 16 septembre, Lee est passé au nord du Gulf Stream et est devenu un cyclone post-tropical à 365 km au sud-sud-ouest d'Halifax (Nouvelle-Écosse). Ses vents soutenus étaient toujours de 130 km/h avec des rafales plus fortes. Les nuages ont pris la forme d'un virgule et il n'y avait plus eu aucune convection profonde importante près du centre mais il avait probablement encore un noyau chaud donnant un système frontal  de type séclusion chaude. Un peu avant 21 h UTC, le centre de la dépression a touché la côte sud-ouest de la Nouvelle-Écosse à l'île Long avant d'entrer dans la baie de Fundy.
Durant la nuit du 16 au 17 septembre, l'ex-Lee a traversé l'isthme de Chignectou au sud de Moncton au Nouveau-Brunswick, puis l'île-du-Prince-Édouard pour se retrouver dans le golfe du Saint-Laurent au nord des îles de la Madeleine au matin. Ses vents soutenus n'étaient plus que de 70 km/h et en diminution. En soirée du 17, elle est passée dans le détroit de Belle Isle à la pointe nord de Terre-Neuve avant d'entrer sur l'Altantique nord.
Après avoir traversé l'océan, l'ex-Lee a fusionné avec un autre système frontal, nommé Jan par l'université libre de Berlin, se dirigeant vers les îles Britanniques. Le nouveau système les a atteintes en soirée du 19 septembre. Le Met Office et Met Éireann ont émis des avertissements jaunes pour de fortes pluies et des coups de vent pour les 19 et 20 septembre. Jan/ex-Lee s'est dissipé tard le 23 septembre au large de la Norvège après avoir affecté une bonne partie de la côte nord-ouest de l'Europe.

## Préparatifs

### Antilles
Bien que Lee n'a pas touché directement les Antilles, sa houle les a affectés. Ainsi, un bulletin spécial aux cyclones tropicaux a été émis pour les îles du Vent et les îles Vierges britanniques du 7 et 8 septembre,. De plus, un avertissement de hautes vagues de 5 jours a été émis pour les îles Vierges britanniques le 8 septembre. Le 7 septembre, le gouvernement fédéral des États-Unis a déployé des équipes de nourriture, d'eau et d'intervention rapide à Porto Rico et dans les îles Vierges des États-Unis ainsi qu'un avertissement de fortes vagues a également été émis pour les deux territoires,.

### Bermudes, côte Est des États-Unis et Canada atlantique
Une veille de tempête tropicale a été émis par le service météorologique des Bermudes le 12 septembre pour les Bermudes car le passage de Lee était prévu durant les jours suivants entre la côte des États-Unis et l'archipel. En soirée, la veille a été rehaussée à un avertissement. Les autorités ont décidé de fermer les écoles, les bureaux administratifs, les services publics, les vols aériens et les traversiers à partir du jeudi 14 septembre, dans certains cas jusqu'au lundi suivant.
Le 13 septembre, le National Weather Service a émis les premières veilles de tempête tropicale et d'ouragan pour la côte de la Nouvelle-Angleterre, du Rhode Island à la frontière canadienne. Le service de traversiers entre Jamestown et Newport a été suspendu et les arrivées prévues de cinq navires de croisière associés à un salon nautique international ont été annulées. Les veilles ont été graduellement rehaussées à des avertissements les jours suivants. Dans le Massachusetts, les bateaux de Nantucket furent retirés de l'eau ou abrités dans des ports protégés et un poste de coordination des urgences a été ouvert à Boston,. La gouverneure du Maine, Janet Mills, a déclaré l'état d'urgence et a demandé au président des États-Unis, Joe Biden, de publier une déclaration d'urgence en cas de catastrophe pour l'État.
Le 15 septembre, la gouverneure du Massachusetts, Maura Healey, a déclaré l'état d'urgence et que 50 membres de la Garde nationale du Massachusetts capables de conduire des véhicules amphibies étaient en cours d'activation pour tout sauvetage potentiel. Le ministère des Transports du Rhode Island a nettoyé les égouts pluviaux et abattu les arbres en mauvais état pour atténuer les risques d'inondation et de bris par le vent. Le gouverneur du New Hampshire, Chris Sununu, a annoncé que des équipes de services publics étaient déployées dans tout l'État pour répondre rapidement aux pannes de courant et a averti les résidents de prendre leurs propres précautions. Un avis de vent a été mis en vigueur pour les Montagnes Blanches du New Hampshire, où le vent serait plus fort en raison de l'altitude.
Le soir du 13, le Centre canadien de prévision des ouragans du Service météorologique du Canada a à son tour émis des veilles de tempête et d'ouragan pour le Nouveau-Brunswick et la Nouvelle-Écosse en plus d'émettre des bulletins spéciaux pour le reste des provinces de l'Atlantique et l'est du Québec. Les veilles sont rapidement devenue des avertissements et les navires de croisière devant faire escale au port de Saint-Jean (Nouveau-Brunswick) ont été déroutés. Le 15 septembre, le directeur de l'Organisation des mesures d'urgence du Nouveau-Brunswick et le premier ministre Blaine Higgs ont donné une conférence de presse. Leavitt pour exhorter les résidents à rester chez eux alors qu'Énergie NB mettait en place des équipes d'intervention pour les dégâts au réseau. Nova Scotia Power et Maritime Electric ont aussi annoncé que des équipes étaient mobilisées en Nouvelle-Écosse et à l'Île-du-Prince-Édouard en même temps que les traversiers de la baie de Fundy et du détroit de Northumberland ont été annulés les 16 et le 17 septembre,.

## Conséquences

### Bermudes
Des vents maximaux de 46 nœuds (85 km/h) avec rafales de 65 nœuds (120 km/h) ont été enregistrés à l'aéroport international L.F. Wade mais la rafale maximale de 72 nœuds (133 km/h) a été signalée à Commissioner's Point, au Musée national des Bermudes, alors qu'une bande de précipitations extérieure de Lee passait au-dessus de l'île. Les vagues les plus hautes, d'environ 30 pieds (9,14 m), ont été mesurées avant l'aube du 15 septembre à l'extérieur du récif,. Selon Belco, la compagnie de distribution d'électricité, environ 31 % de leurs clients ont perdu le courant.
Le gouvernement a jugé les routes de l'île sûres bien que la route côtière ait subi le plus gros des vagues entraînées par les vents. Le ministère de la Marine et des Ports a signalé des dommages à un quai du chantier naval par la tempête mais en général, les autorités ont rapporté peu de dommages.

### Canada
Le matin du 16 septembre, une rafale de 150 km/h a été signalé à l’île Grand Manan au New Brunswick. Plus de 350 000 clients ont perdu l'électricité dans les provinces maritimes, dont plus de 277 000 en Nouvelle-Écosse,.

#### Nouveau-Brunswick

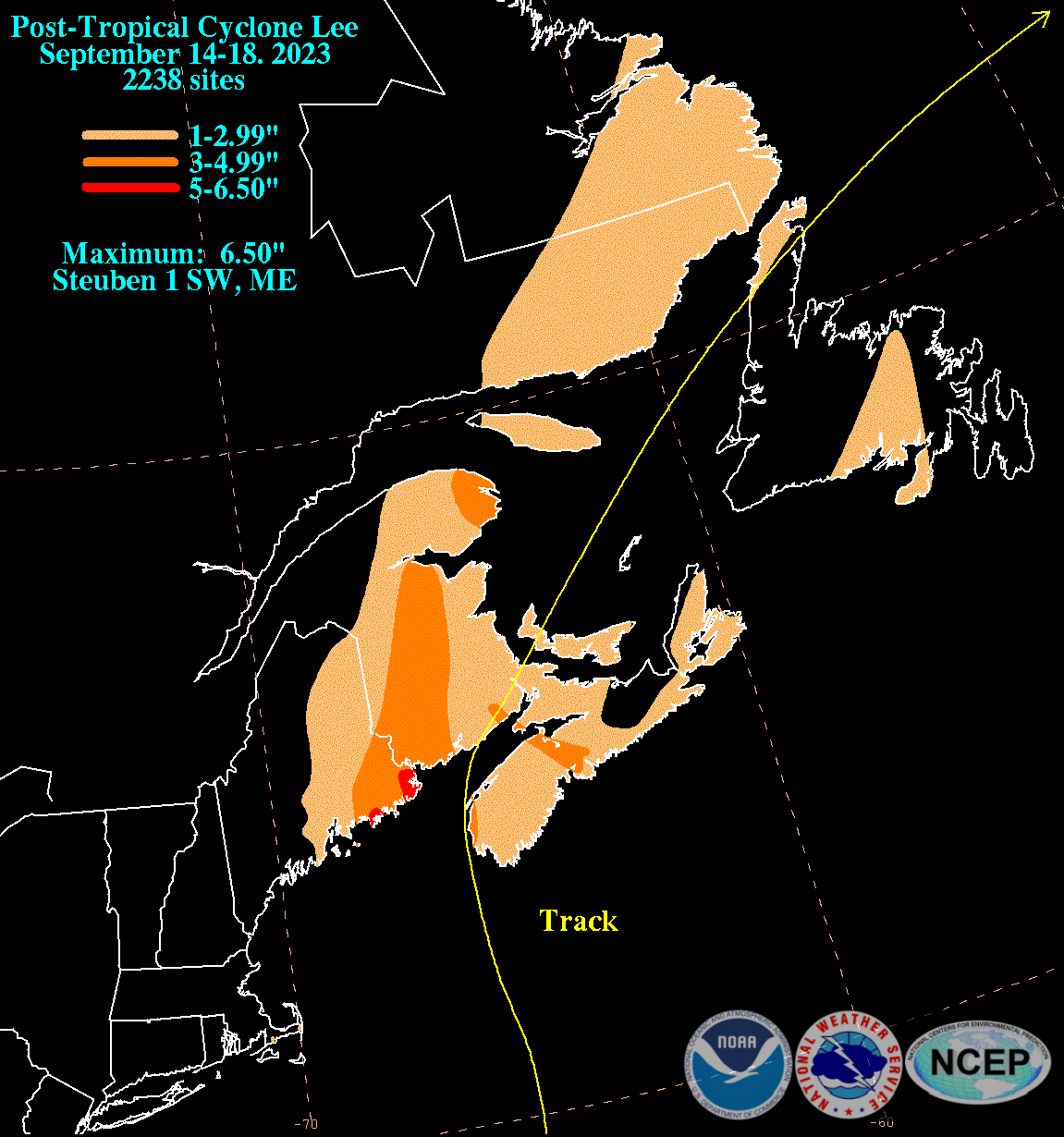
Accumulations de pluie avec la portion post-tropicale de Lee (1pouce=25.4 mm).

Des quantités importantes de pluie ont été enregistrées du sud-ouest au nord-est au Nouveau-Brunswick, le maximum sur l’île Grand Manan avec 100 mm. Les villes de Saint-Stephen et Fredericton ont rapportées environ 90 mm d'accumulation mais le porte-parole de l'Organisation des mesures d'urgence du Nouveau-Brunswick a signalé que la région de Fredericton aurait reçu localement 120 mm. Les vents rapportés ont été en général de 60 à 80 km/h mais comme mentionné antérieurement ont atteint les 150 km/h le long de la baie de Fundy. Dans la capitale Fredericton, la forte pluie a causé des inondations et de nombreux arbres sont tombés à cause du vent.

#### Nouvelle-Écosse
Dès la soirée du 15, la pluie s'est mise à tomber et à 6 h locales le lendemain, il était déjà tombé de 30 à 60 mm dans le sud-ouest de la province. Le maximum d'accumulations a été enregistré à Yarmouth avec 62 mm. Les vents vents maximums ont été de 118 km/h signalées à Halifax. L'onde de tempête et les vagues, allant de 4 à 6 mètres, ont causé des dégâts aux communautés le long de la côte sud de la Nouvelle-Écosse ce qui a provoqué des inondations et emporté des quais et autres structures. À Mahone Bay, la surcote a culminé à marée haute et atteint un sommet d'environ 1,5 mètre au-dessus du niveau normal. Près de Liverpool, la mer a endommagé environ 20 mètres de la digue côtière causant l'obstruction de la route. La ville de Shelburne a subi des inondations dans son port en raison de la forte onde de tempête.

#### Québec
Ce sont 113 à 119 mm de pluie qui sont tombés à Gaspé. Ailleurs en Gaspésie, une région sous surveillance pour des inondations, les quantités ont été moindres avec seulement 43 mm à New Carlisle et 62 mm à Sainte-Madeleine-de-la-Rivière-Madeleine. Les rafales ont été autour de 50 km/h mais la plus forte a été de 90 km/h à Sainte-Madeleine. Aucune panne majeure d’électricité ou aucun débordement important n’ont été rapportés selon la direction de la sécurité civile. Aux îles de la Madeleine, il n’y a eu pas de dégâts ni de pannes d’électricité, l'ex-Lee y étant passé très affaibli.

### États-Unis
Les autorités ont rapporté un décès direct dans le Maine et un indirect en Floride. De plus, une personne manquante au New Jersey a été retrouvée noyée. Le réassureur Aon a estimé les pertes à 50 million $US.

#### Maine
Selon la carte des accumulations de pluie à droite, le maximum d'accumulation a été de 6,5 pouces (165 mm) à Steuben dans le sud-est de l'État. Le 16 septembre, des dégâts causés par le vent ont été signalés dans l'est et le sud-est. Des arbres sont tombés, dont certains sur une partie de la route 11 dans le comté d'Aroostook en forçant la fermeture. Plus de 92 000 pannes de courant ont été rapportées,. À Bar Harbor, un navire d'observation des baleines a rompu ses amarres et s'est écrasé sur un quai du port, obligeant les autorités à le délester de ses 6 800 litres de carburant diesel pour éviter que ça se déverse dans l'océan.
Le leader républicain à la chambre des représentants du Maine, Billy Bob Faulkingham, ainsi qu'une autre personne, ont été secourus après que leur bateau se soit renversé au large de Winter Harbor. Une personne a été tuée après que son véhicule ait été heurté par la chute d'un arbre à Searsport. Un résident de l'Ohio en visite a été blessé alors qu'il conduisait sur la route 11 à Moro après qu'un arbre abattu ait traversé son pare-brise.

#### New York et reste de la Nouvelle-Angleterre
Dans l'est de Long Island, New York, la mer a causé de l'érosion des plages. Au Massachusetts, De nombreux vols ont été annulés ou retardés à l'aéroport international Logan de Boston, certains itinéraires ayant été entièrement annulés en raison des vents violents.

#### Ailleurs

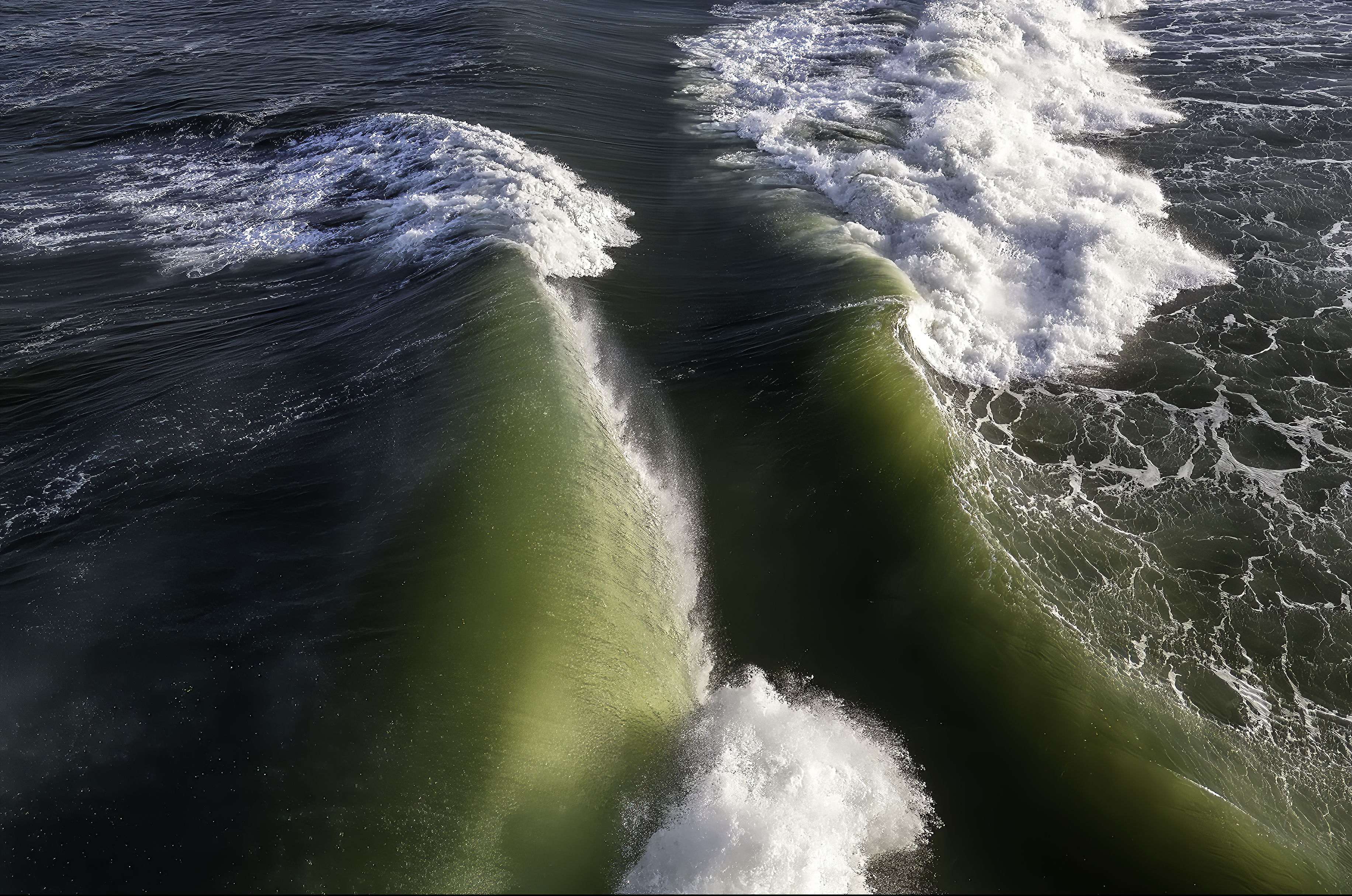
Vagues provenant de Lee au New Jersey.

La houle cyclonique a causé des courants d'arrachement dangereux tout le long de la côte est des États-Unis. Le 15 septembre, un garçon de 15 ans s'est noyé dans une telle situation au large de Fernandina Beach en Floride,.
Au cours de l'après-midi du 14 septembre, un bateau a chaviré après avoir été frappé par une haute vague dans Manasquan Inlet sur la côte du New Jersey. Les secouristes ont retrouvé deux personnes saines et sauves mais une troisième est portée disparue. Le corps du disparus, un homme de 21 ans, a été retrouvé sur la plage de Point Pleasant, dans le même État, le 24 septembre. Cet incident est très indirectement lié à Lee qui était près des Bermudes.